# Гаркушине (Дніпровський район)
Гарку́шине — село в Україні, у Новопокровській селищній громаді Дніпровського району Дніпропетровської області. Населення становить 58 осіб.

## Географія
Село Гаркушине розташоване за 2,5 км від правого берега річки Комишувата Сура, на відстані 2,5 км від сіл Вільне, Кринички, Новоандріївка і Кірове (Нікопольський район). По селу протікає висихна Балка Гаркушина з загатою. Поруч проходить автомобільна дорога Т 0420.

## Населення

### Мова
Розподіл населення за рідною мовою за даними перепису 2001 року:
| Мова       | Кількість | Відсоток |
| ---------- | --------- | -------- |
| українська | 41        | 70.69%   |
| російська  | 17        | 29.31%   |
| Усього     | 58        | 100%     |